# Municipio de Grange (Iowa)
El municipio de Grange (en inglés: Grange Township) es un municipio ubicado en el condado de Woodbury en el estado estadounidense de Iowa. En el año 2010 tenía una población de 231 habitantes y una densidad poblacional de 2,51 personas por km².

## Geografía
El municipio de Grange se encuentra ubicado en las coordenadas 42°20′39″N 96°11′32″O / 42.34417, -96.19222. Según la Oficina del Censo de los Estados Unidos, el municipio tiene una superficie total de 92.21 km², de la cual 92,18 km² corresponden a tierra firme y (0,03 %) 0,02 km² es agua.

## Demografía
Según el censo de 2010, había 231 personas residiendo en el municipio de Grange. La densidad de población era de 2,51 hab./km². De los 231 habitantes, el municipio de Grange estaba compuesto por el 96,1 % blancos, el 2,6 % eran de otras razas y el 1,3 % eran de una mezcla de razas. Del total de la población el 3,46 % eran hispanos o latinos de cualquier raza.